# Cadillac BLS
Pour les articles homonymes, voir Wagon (homonymie) et BLS.
La Cadillac BLS est une automobile familiale qui fut produite de 2006 à 2010 essentiellement pour le marché européen. Basée sur la Saab 9-3, elle était d'ailleurs produite dans la même usine, en Suède. Elle fut la première Cadillac à être déclinée en carrosserie break, mais pas la première de la marque à disposer d'un diesel puisque l'ensemble de la gamme au début des années 1980, coupé Eldorado compris, ont un moment été disponibles avec des moteurs à gazole.

## Berline
À 184,3 po (4 681 mm) de longueur totale, la BLS était presque six pouces plus court que la CTS, la plus petite Cadillac disponible en Amérique du Nord.
Quatre niveaux de finitions sont proposés :
- Business.
- Elegance.
- Sport.
- Sport Luxury.

Galerie photos

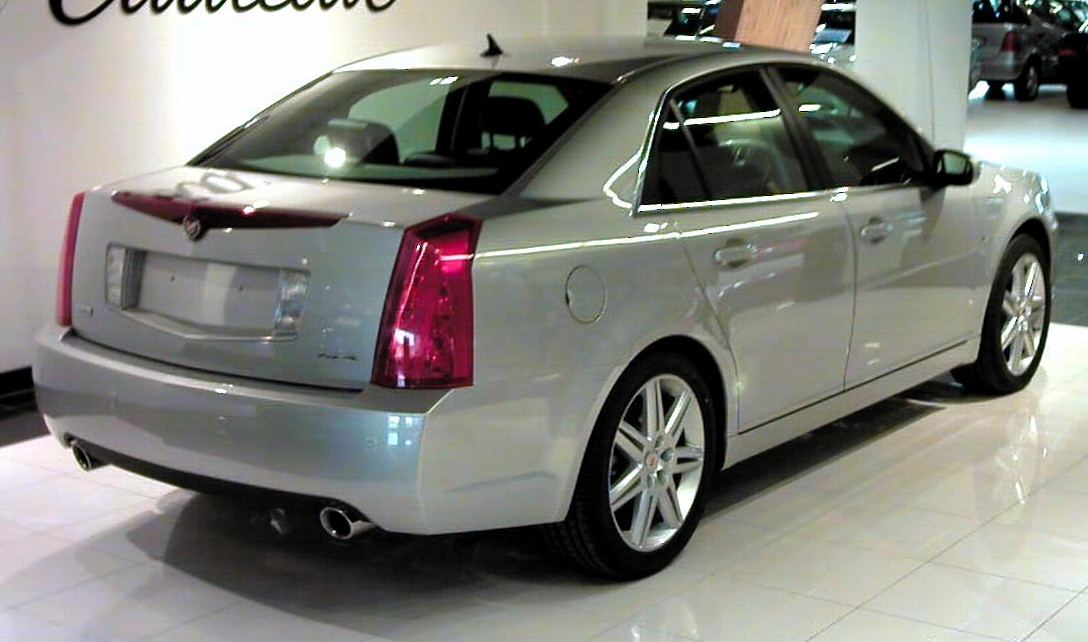
BLS 4 portes
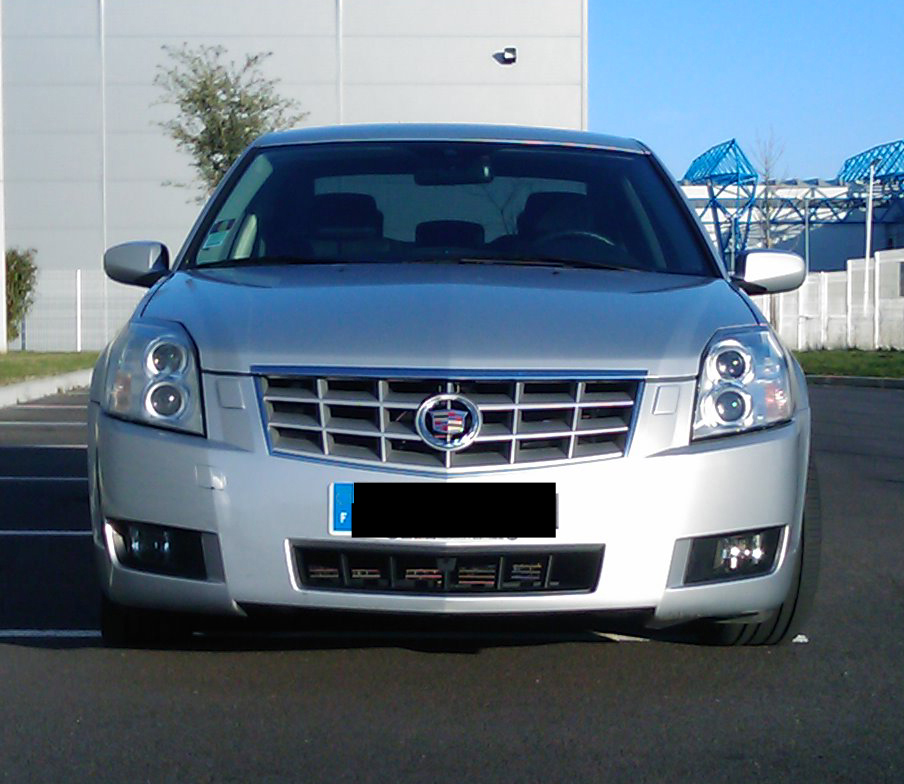
Cadillac BLS vue de face
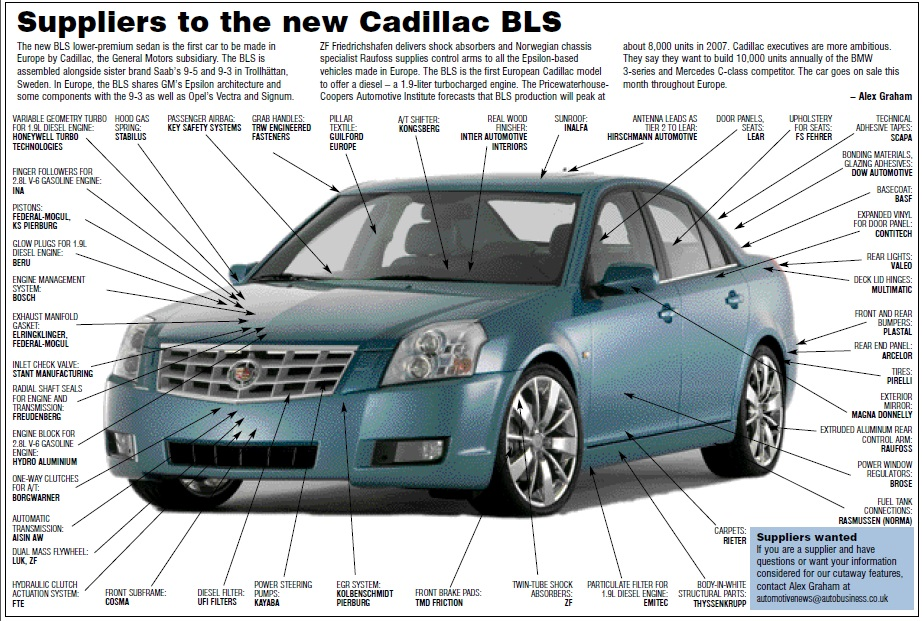
Cadillac BLS Fournisseurs

## Break
Apparu à l'automne 2007, le break BLS, baptisé Wagon, est le premier break de l'histoire de Cadillac. Plus long de quatre centimètres et plus haut de neuf, il dispose de la même gamme (moteurs et finitions) que la berline.
Galerie photos

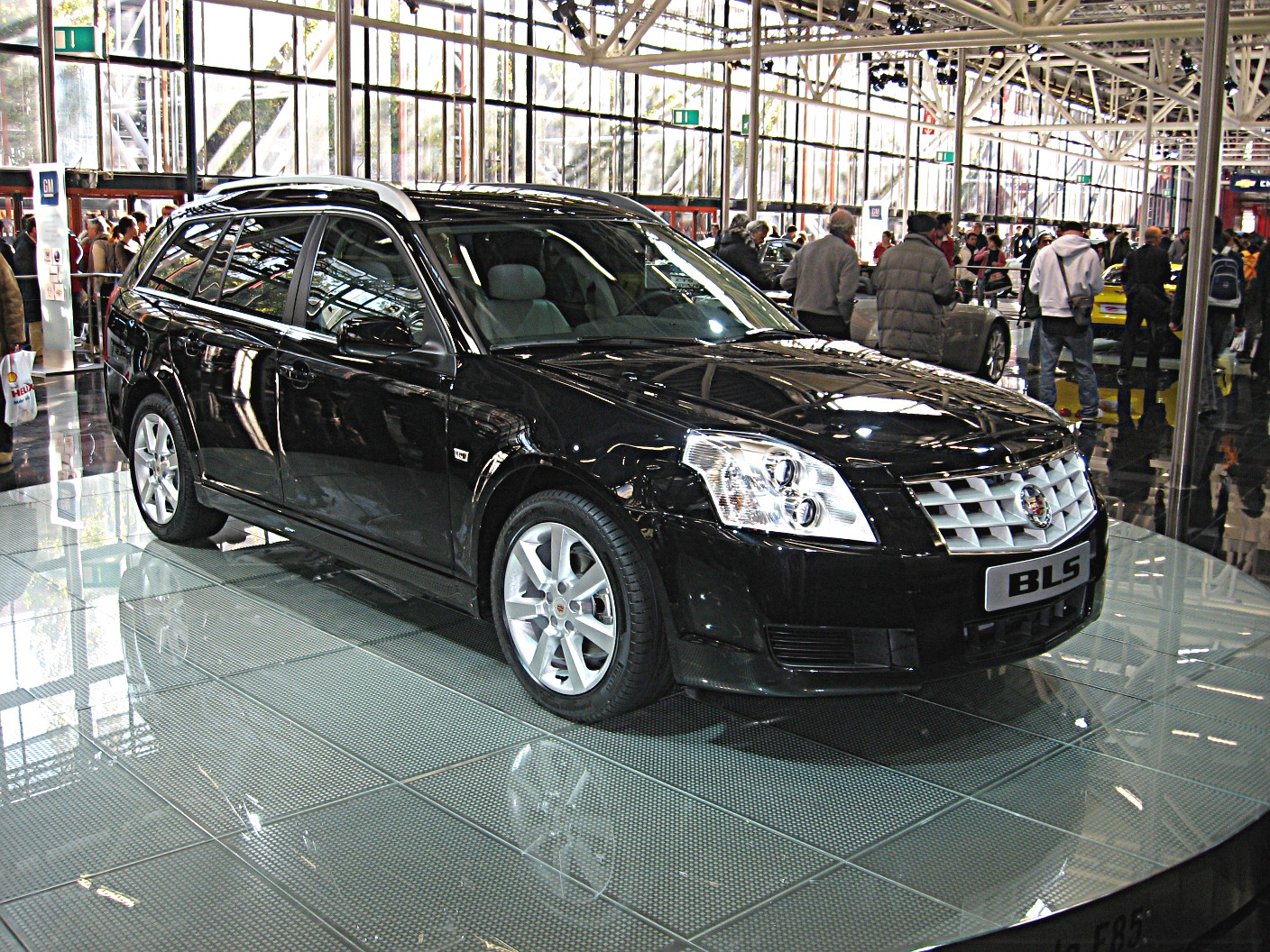
BLS Wagon
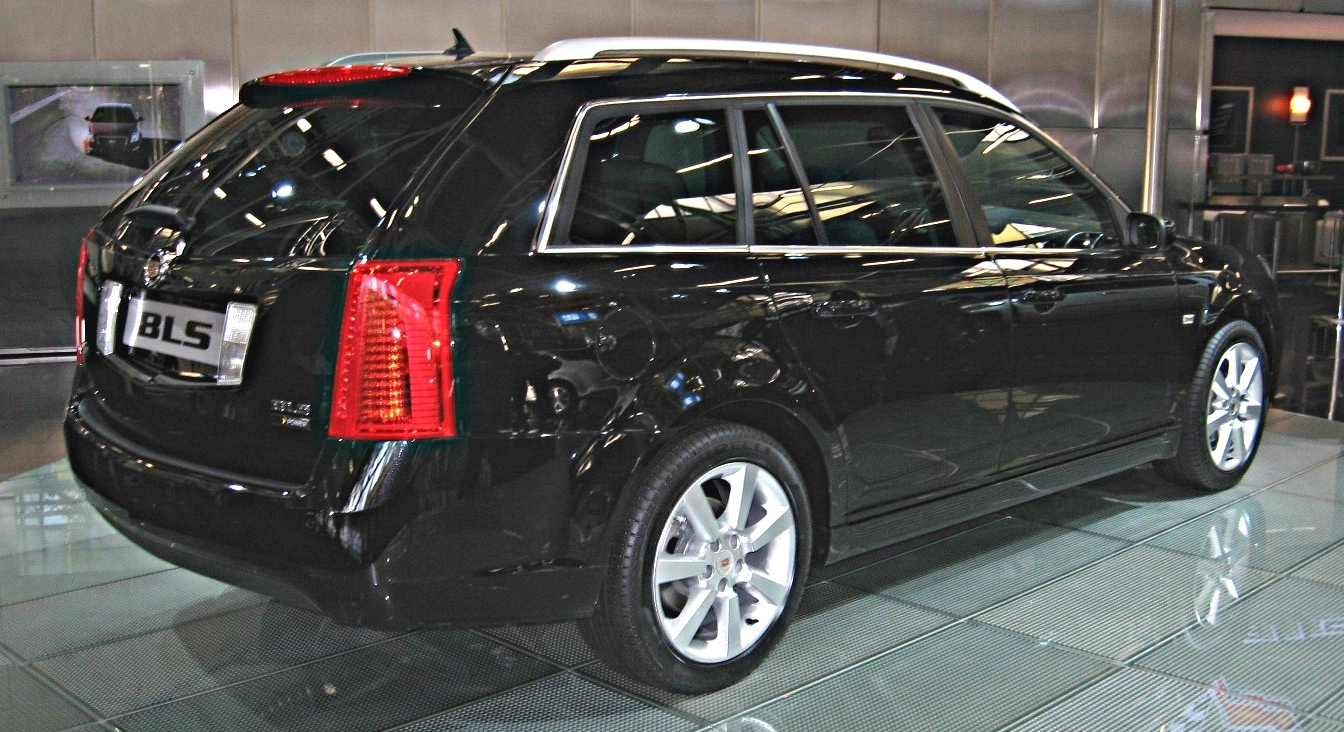
BLS Wagon

## Motorisations

### Essence
La BLS était disponible avec deux moteurs à essence (un V6 turbocompressé de 2,8 L et un 2,0 L disponible avec deux niveaux de puissance).
Les moteurs essence sont fournis par Saab, autre marque de GM, qui équipent ses 9-3 et 9-5.
- 2,0 L Ecotec LK9 I4, turbo moyenne pression, 175 ch (129 kW)
- 2,0 L Ecotec LK9 I4, turbo haute pression, 210 ch (154 kW)
- 2,8 L V6 HFV6, turbo, 250 ch (184 kW)

Il existe aussi un moteur fonctionnant à l'E85:
- 2,0 L FlexPower T, 200 ch (147 kW)

Tous les moteurs essence sont disponibles avec une boîte manuelle à six vitesses de série ou une boîte automatique à cinq rapports.

### Diesel
La BLS était disponible avec un moteur diesel (un quatre cylindres turbocompressé de 1,9 L)
Le diesel est fourni par le groupe Fiat. Ils équipent alors aussi les Alfa Romeo, Fiat, Lancia, mais aussi des Opel et des Saab.
- 1.9 L Fiat turbodiesel I4 16v, 150 ch (110 kW)
- 1,9 L Fiat turbodiesel I4 16v, 180 ch (132 kW)

Ces versions sont disponibles avec une boîte manuelle à six vitesses de série ou une boîte automatique à six rapports.

## Commentaires
- Auto Express [1]

"La BLS est OK, mais n'offre rien de nouveau dans un marché débordant de talents."
- Evo [2]

[+] Élégante et silencieuse.
[-] Ne repousse aucune frontière.
- Honest John [3]

Positifs : Basé sur la Saab 9-3 donc une manipulation décente. Mécanique éprouvée. Sécurité de qualité Saab.
Négatifs : La balade est loin de pardonner. La boîte automatique ne fonctionne pas bien avec le turbo V6, qui a également une direction trop légère.
- Verdict On Cars [4]

'Moyenne. Elle est construite en Europe, partage la plupart de ses fondements avec une Saab et ne verra jamais l'Amérique - rencontrez la Cadillac la plus étrange de tous les temps.'

## Nom
La BLS est connu par beaucoup comme la "Bob Lutz Special" - une référence au vice-président Bob Lutz qui supervisait tout le développement des produits GM à l'époque. Lutz, un partisan de l'ingénierie des badges, voulait utiliser la SAAB 9-3 pour combler les trous dans la gamme de produits Cadillac.
La référence à Bob Lutz peut être considérée à la fois comme un soutien et comme une critique de sa stratégie. Alors que la BLS était une défaillance du marché, de nombreuses techniques d'ingénierie des badges utilisées dans la BLS ont abouti à d'autres succès de produits GM, notamment une amélioration significative de la qualité globale des produits des voitures de tourisme et des performances.
Dans le cadre de la stratégie remaniée de Lutz, la plupart des noms de modèles Cadillac n'avaient aucun sens (à l'exception des modèles précédents, tels que DTS pour Deville Touring Sedan ou CTS pour Catera Touring Sedan). Par conséquent, la BLS n'a pas de nom officiel pour son abréviation - alimentant l'homonyme de la communauté.
Bien que GM n'ait jamais formellement expliqué pourquoi la BLS portait son nom, il est probable que le B a été choisi pour être plus petit que la berline intermédiaire CTS, L pour le luxe (Luxury) et S pour la berline (Sedan). Cela correspond à Seville Luxury Sedan, qui plus tard sera Cadillac SLS.

## Ventes en France
| Année  | 2006 | 2007 | 2008 | 2009 | Total |
| ------ | ---- | ---- | ---- | ---- | ----- |
| Ventes | 68   | 56   | 28   | 7    | 159   |

La BLS fut un gros échec commercial pour Cadillac, avec seulement 7 500 ventes alors que l'objectif était de 10 000 exemplaires annuels. Sa production fut arrêtée après trois années. La BLS a été vendue et construite en Suède principalement pour le marché Européen, l'Afrique du Sud, les Emirats arabes et le Mexique. Elle a aussi été construite et vendue en Russie.